# Vrapci i komarci
Vrapci i komarci drugi je studijski album hrvatske pop pjevačice Renate Končić Minee, kojeg 1995. objavljuje izdavačka kuća Croatia records. Ovim albumom započinje suradnju s Tončijem Huljićem i Vjekoslavom Huljić, ali nastavlja i uspješnu suradnju s Danielom Popovićem.

## Pozadina
Nakon uspjeha prvog albuma Good boy i nastupa na Splitskom festivalu, Minea u ljeto 1995. godine započinje suradnju s Tončijem Huljićem i njegovom suprugom Vjekoslavom Huljić. 

## Komercijalni uspjeh
Album je debitirao na prvom mjestu Hrvatske nacionalne top ljestvice, gdje se zadržao tri tjedna. Kasnije album je dobio dvostruku platinastu certifikaciju. Singlovi s albuma "Vrapci i komarci" i "Uberi ljubicu" su debitirali na prvom mjestu Hrvatske nacionalne top ljestvice.

## Popis pjesama
| Br. | Skladba                        | Trajanje |
| --- | ------------------------------ | -------- |
| 1.  | »Uberi ljubicu«                | 3:39     |
| 2.  | »Zapali moje srce mali«        | 3:35     |
| 3.  | »Mrvica«                       | 3:23     |
| 4.  | »Da odem na tren iz Zagreba«   | 3:47     |
| 5.  | »Sutra«                        | 3:40     |
| 6.  | »Vrapci i komarci«             | 3:19     |
| 7.  | »Senor«                        | 3:40     |
| 8.  | »Baby bye«                     | 3:41     |
| 9.  | »Promijenit ću sve«            | 3:42     |
| 10. | »Uberi ljubicu (instrumental)« | 3:39     |

## Top ljestvice
| Top ljestvica (1996.)             | Pozicija |
| --------------------------------- | -------- |
| Hrvatska nacionalna top ljestvica | 1        |